# 毛叶链珠藤
毛叶链珠藤（学名：Alyxia villilimba）为夹竹桃科念珠藤属的植物，为中国的特有植物。分布在中国大陆的云南等地，生长于海拔1,470米的地区，常生于石灰山林内较湿润地地方，目前尚未由人工引种栽培。

## 异名
- Alyxia villilimba C. Y. Wu ex Tsiang et P. T. Li var. macrophylla P. T. Li